# Jan Spieker

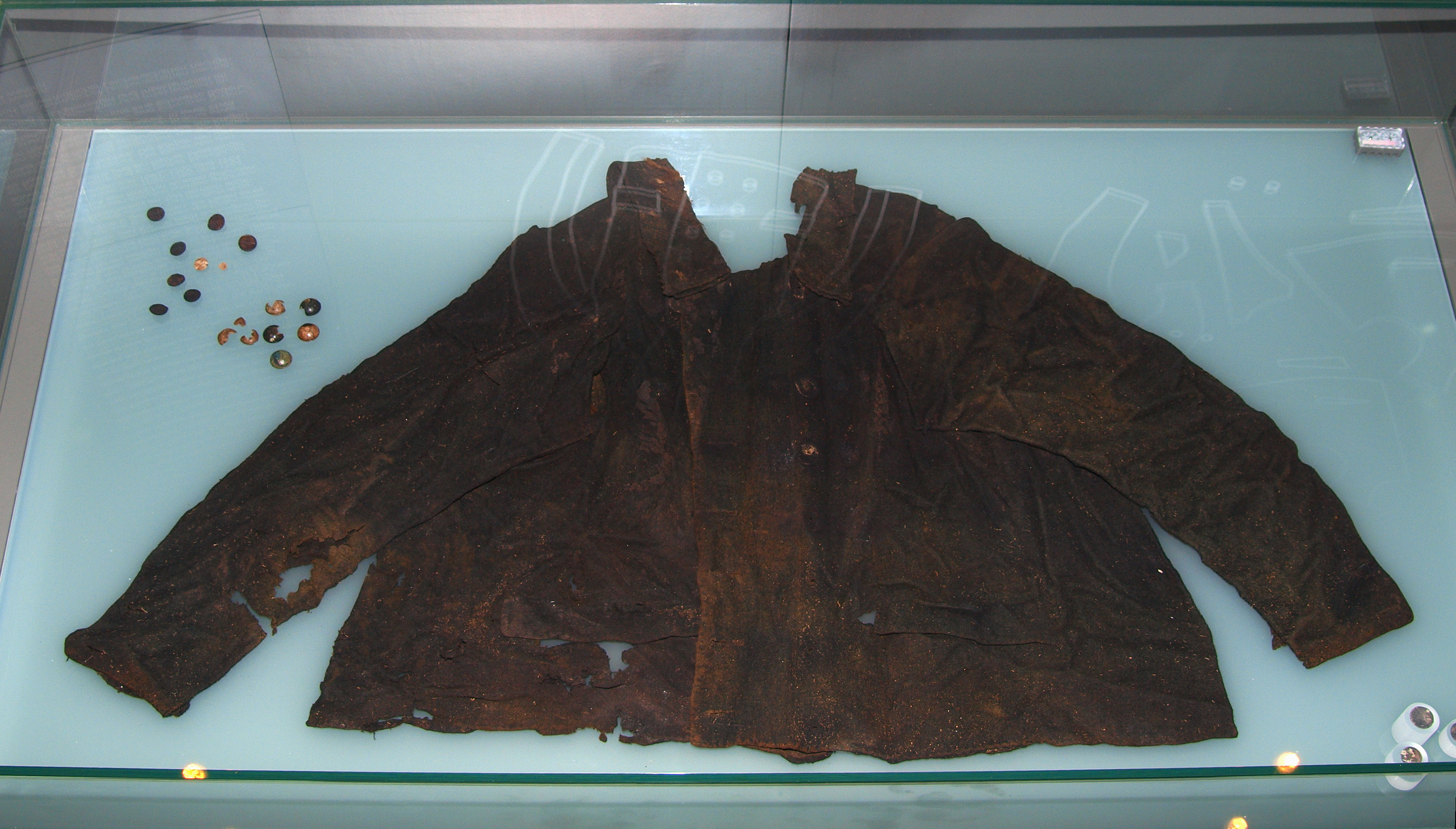
Reste der ursprünglich grünen Wolljacke, einige Knöpfe und Münzen Jan Spiekers in der Ausstellung im Moortunnel des NIZ Goldenstedt (Leihgaben des Landesmuseum für Natur und Mensch)

Jan Spieker (eigentlich Johann Spieker; * 1782 in Rahden; † August oder September 1828 im Goldenstedter Moor) war ein umherziehender Händler, der auf seinem Weg durch das Große Moor starb, dort vor Ort bestattet wurde und dessen Überreste im Jahre 1978 als Moorleiche wieder ausgegraben wurden.

## Leben und Ableben
Jan Spieker war verheiratet und ein umherziehender Händler, ein so genannter Kiepenkerl, der die ländliche Bevölkerung mit allerlei Kleinwaren versorgte, welche er in einer Kiepe auf dem Rücken transportierte. Am 14. August 1828, als er zuletzt lebend gesehen wurde, war er auf dem Weg durch das Goldenstedter Moor von Lutten nach Drebber zu seiner Kundschaft. Am 24. September wurde seine Leiche zwischen den Dörfern Lutten und Barnstorf aufgefunden. Am 26. September wurde sie vor Ort gerichtlich untersucht. Da eine Überführung auf einen Friedhof nicht möglich war, wurde er an Ort und Stelle in einer im Moor ausgehobenen Grube beigesetzt. Ein Eintrag in seinem katholischen Gebetbuch ermöglichte eine sichere Identifizierung. Seine Habseligkeiten, darunter auch das Gebetbuch, wurden ihm, in ein Tuch eingeschlagen, ins Grab beigegeben. Seine Grabstelle wurde mit einem Zaun umgeben und einem Kreuz aus Eichenholz gekennzeichnet. Die Gemarkung trägt den Namen bi Jan Spieker in’n Moore.

## Fundgeschichte
In den 1950er Jahren begann der Abbau von Weißtorf im Goldenstedter Moor, lediglich die Grabstelle Jan Spiekers wurde als freistehende Torfsäule im Abbaugebiet stehen gelassen. 1978 bedrohte schließlich der weitere Nasstorfabbau die Grabstelle, bei dem der restlich verbliebene Torf bis auf den anstehenden Sandgrund abgebaut werden sollte. Um das Grab vor der endgültigen Zerstörung zu bewahren, wurde es von Archäologen um Hajo Hayen ausgegraben. Die seit den 1950er Jahren exponiert stehende Grabstelle in der Torfsäule wurde von oben und seitlich in Schichten bis auf die Grabgrube abgetragen, schließlich wurde das Grab freigelegt. Aufgrund der Austrocknung der Grabstelle war von seiner Leiche nur noch ein Büschel Haare erhalten. Zahlreiche Fliegenpuppen und Käferreste zeigten an, dass die Leiche durch eindringende Luft und Insekten zerstört wurde. Bei der Leiche wurden eine grüne, gut erhaltene Wolljacke, einige Münzen, drei Sorten Knöpfe und die Reste seines Gebetbuches gefunden. Entsprechend den historischen Gerichtsakten und dem Goldenstedter Sterberegister ermöglichte dieses Gebetbuch die sichere Identifizierung und somit ist Jan Spieker eine der wenigen Moorleichen, deren wirklicher Name bekannt ist. Seine Jacke wurde im Block mit dem sie umgebenden Torf geborgen, im Textilmuseum Neumünster freipräpariert und untersucht. Westlich der Grabstelle wurde noch das Loch des Grabkreuzes gefunden, jedoch waren Kreuz und Zaun bei der Ausgrabung nicht mehr vorhanden.
Im Jahre 2004 wurden an der Universität Groningen, im Rahmen einer 14C-Datierungsreihe an zahlreichen europäischen Moorleichen, auch Proben von Jan Spiekers Haaren und Kleidung analysiert. Das Ergebnis dieser Untersuchung bestätigte die historischen Daten.
Das Schicksal des Jan Spieker wird in einer kleinen Ausstellung im „Moortunnel“ des Naturschutz- und Informationszentrums Goldenstedt dargestellt. Dort werden seine Jacke, einige Knöpfe und Münzen als Leihgaben des Landesmuseums für Natur und Mensch in  Oldenburg (Oldenburg) und viele weitere Informationen zur Ökologie und Nutzung von Mooren präsentiert.

## Nachwirkungen
Die einsam gelegene Grabstelle Jan Spiekers inspirierte den Vechtaer Dechant Ludwig Averdam zu seinem Gedicht Bei Jan Spieker im Moor, das er 1930 veröffentlichte. Um das Gedenken an Jan Spieker wachzuhalten, verkehrt seit 2008 zwischen dem „Haus im Moor“ in Arkeburg (Gemeinde Goldenstedt) und dem „Barnstorfer Umwelt-Erlebnis-Zentrum (BUEZ)“ in der warmen Jahreszeit eine Jan Spieker genannte Wegebahn.